# Hours of Idleness
Hours of Idleness (Heures d’oisiveté, Heures de loisirs ou Heures de paresse en français), est l’un des premiers recueils de poèmes de George Gordon Byron, regroupant diverses œuvres de jeunesse, publié en juin-juillet 1807. Vivement critiqué par l’Edinburgh Review à sa sortie, Lord Byron répliquera par une satire, Bardes Anglais et Critiques Écossais, dont le succès marquera son entrée fracassante sur la scène littéraire britannique de l’époque.

## Les poèmes

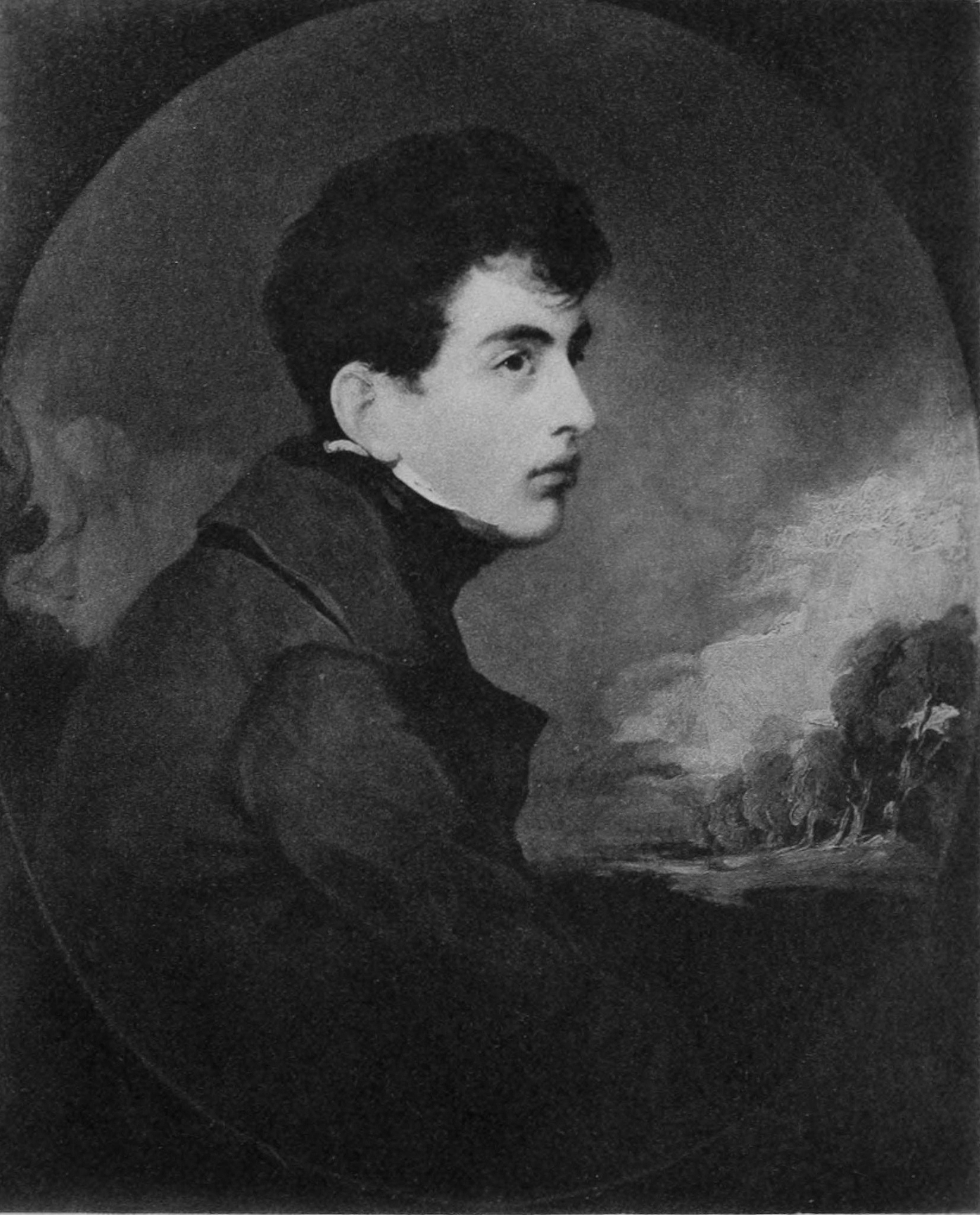
Lord Byron dans sa jeunesse, en 1804-1806.

Hours of Idleness, dont le titre original est Hours of Idleness, a series of poems original and translated, regroupe en réalité différents poèmes de jeunesse de Lord Byron précédemment publiés chez le même éditeur, Fugitive Pieces, son tout premier recueil, et Poems on Various Occasions. À l’origine seulement  vingt poèmes étaient inédits. Par la suite une seconde édition parue en 1808 par les mêmes éditeurs, assez différente de la première. En 1831, John Murray, l’éditeur de Lord Byron depuis Childe Harold, pour les Œuvres complètes du poète, regroupe sour le nom d’Hours of Idleness and Early Poems tous les poèmes épars de la période 1802-1809 de Lord Byron.
Ces différentes strates chronologiques se retrouvent dans la diversité des tonalités et des thèmes abordé. Si les premiers poèmes, datant de 1802-1803 sont des éloges funèbres, regrettant ses amis et amours perdus (Sur la mort d'une jeune demoiselle, cousine de l'auteur et qui lui fut bien chère, Epitaphe d'un ami), il passe ensuite à des poèmes d'amour (A Caroline, Premier baiser de l'amour, Le dernier adieu de l'amour), des vers d'inspiration médiévale (Vers composé en quittant l'abbaye de Newstead), des regrets sur son enfance (Sur une vue lointaine du village et du collège d'Harrow sur la colline, Souvenirs d'enfance), des imitations d’Ossian (Oscar d'Alva. Légende, la Mort de Calmar et d'Orla).
En 1806 son ton se fait plus sarcastique : A une dame qui avait remis à l'auteur une boucle de ses cheveux tressés avec les siens, et lui avait donné rendez vous dans un jardin au mois de décembre lui donne l'occasion de maudire la tradition des déclarations d'amour dans des jardins plutôt qu'au coin d'un bon feu et Réflexions à l'occasion d'un examen de collège est une critique acerbe de l'éducation anglaise :  « […]heureux qui sait scander des vers grecs avec tout l'aplomb d'un érudit, dût-il ne pas savoir écrire un vers anglais ! » ( Who, scarcely skill'd an English line to pen,/Scans Attic metres with a critc's ken.)
Symptomatiques sont les deux poèmes où il passe des larmes au rire à une journée d'intervalle : La larme, écrit le 26 octobre 1806, où il se souvient de son amour pour Mary Chaworth puis La coquette, le 27 où il incite un ami à l'inconstance : « […]adresse tes hommages à d'autres, qui partageront ta flamme et riront de la petite coquette. » (Some other admire,/ Who will melt with your fire,/ And laugh at the little coquette.).

## Réception critique
Ce recueil lui attirera les foudres d’Henry Brougham dans l’Edinburgh Review en janvier 1808, lui reprochant sa médiocrité (« ces productions sont d'un plat mortel »), ses imitations d’Ossian (« Tout ce que nous pouvons dire en leur faveur, c’est qu’elles sentent terriblement leur Macpherson : et, en effet, elles sont presque aussi ennuyeuses et aussi stupides. »), son apologie de ses ancêtres, tout en se targuant de sa jeunesse. Il lui conseille vivement d’abandonner la poésie. Ce à quoi Byron répondra en 1809 par le cinglant Bardes anglais et critiques écossais.
La Monthly Review, autre grande revue littéraire de l'époque, fut plus conciliante avec Lord Byron : « Ces compositions ont en général un ton plaintif et tendre entremêlé  parfois de satire ; on y trouve de la facilité, de la force, de l'énergie, de la chaleur. On doit s'attendre à y voir des traces de jeunesse et des négligences ; et nous conseillons sérieusement à notre jeune barde de les réviser et de les corriger avec une modeste persévérance. Nous apercevons dans lord Byron une puissance intellectuelle et une tournure d'idées qui nous font désirer vivement de le voir sagement dirigé dans la carrière de la vie. Il a reçu de la nature des talents, et il est comptable de leur usage. Nous espérons qu'il les rendra utiles à l'humanité, et qu'il y trouvera une source de satisfaction réelle pour lui-même dans sa vieillesse. »

## Source
Œuvres complètes de Lord Byron, traduction de Benjamin Laroche, 1847